# Mária de la Paz spanyol infánsnő
Mária de la Paz (közismert spanyol becenevén Paz de Borbón; Madrid, Spanyol Birodalom, 1862. június 23. – München, Bajorország, 1946. december 4.), Bourbon-házból származó spanyol infánsnő, II. Izabella spanyol királynő és Ferenc de Asís király harmadik leánya, aki unokatestvérével, Lajos Ferdinánd herceggel 1883-ban kötött házassága révén bajor hercegné.

## Ifjúkora

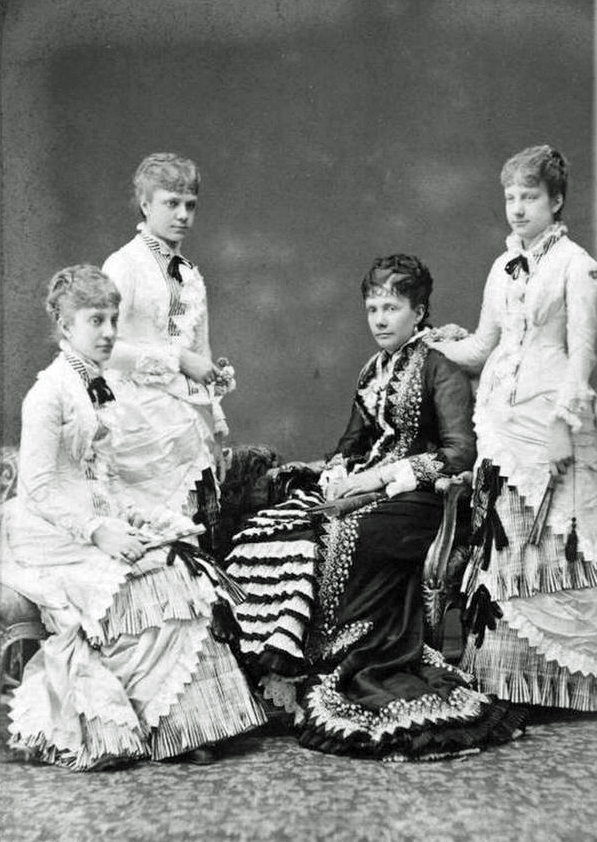
II. Izabella királynő négy leánya balról jobbra haladva: Mária del Pilar, Eulália, Izabella és Mária de la Paz infánsnők (1870-es évek)

Mária de la Paz infánsnő 1862. június 23-án született a madridi királyi palotában mint II. Izabella spanyol királynő és Ferenc de Asís király harmadik leánya. Szülei mind apai, mind anyai ágról elsőfokú unokatestvérek voltak. Édesanyja, Izabella királyné megvetette homoszexuális férjét és házasságuk során számos szeretőt tartott. Ferenc de Asís király és a gyermekei közötti viszony hideg és formális volt, amely abból eredhetett, hogy Ferenc egész életében vonakodva ismerte el gyermekeit sajátjaként. Izabella királynő életének nagy részét zavaros uralkodása és szeretőivel töltött magánélete tette ki, ám a kor szokásaival ellentétben a gyermekei iránti nagy szeretet és gondoskodás is jellemezte.
A történészek Mária de la Paz biológiai édesapjának Miguel Tenorio de Castilla (1818–1916) spanyol diplomatát és politikust tartják, aki több évig volt a királynő titkára. Az infánsnő feltehetően gyanította, ki valódi édesapja, amit az is alátámasztani látszik, hogy 1890-ben, házasságát követően de Castilla a nymphenburgi kastély déli szárnyában telepedett le, Mária de la Paz rezidenciáján. Huszonhat évig élt ott 1916. december 11-én bekövetkezett haláláig. Minden vagyonát de la Pazra hagyta, akit egyetemes örökösének fogadott el.
Az infánsnő keresztelőjén megkapta a spanyolul: María de la Paz Juana Amelia Adalberta Francisca de Paula Juana Bautista Isabel Francisca de Asís nevet. Keresztanyja apai nagynénje, Amália del Pilar infánsnő, Adalbert Vilmos bajor királyi herceg felesége lett. Gyermekként fiatalabb nővérével, Mária del Pilaral, valamint húgával, Eulália infánsnőkkel nevelkedett a madridi királyi palotában. Két további idősebb testvére volt: Izabella asztúriai hercegnő és a későbbi XII. Alfonz spanyol király.

## Házassága és gyermekei
1880 tavaszán merült fel először a gondolat, hogy Mária de la Paz infánsnő házasságot kössön első-unokatestvérével, Lajos Ferdinánd bajor herceggel. A herceg édesanya az infánsnő keresztanya, Amália del Pilar volt, aki Ferenc de Asís király nővére, egyben II. Izabella királynő unokatestvére is volt. A házasság ötlete Amália del Pilartól eredt, aki ezzel kapcsolatban írt testvérének és sógornőjének, akik beleegyeztek a jegyességbe.
Mária de la Paz kezdetben várta a tervezett házasságot unokatestvérével, ám amikor 1880 őszén először találkoztak Madridban, nem találta vonzónak a herceget és visszautasította a házasság tervezetét. Lajos Ferdinánd nem adta fel szándékát, hogy elvegye az infánsnőt, így 1883 januárjában újra visszatért Spanyolországba, hogy megkérje Mária de la Pazt. Január 22-én végül az infánsnő igent mondott a herceg felkérésének. A házasságkötésre a madridi királyi palota kápolnájában került sor 1883. április 2-án.
Házasságuk hosszúnak és boldognak bizonyult. Kapcsolatukból három gyermek született. A legidősebb, Ferdinánd herceg szüleihez hasonlóan követte a bajor–spanyol házasságkötési hagyományokat és unokatestvérét, Mária Terézia infánsnőt, XII. Alfonz spanyol király leányát vette feleségül, aki mellett élete nagy részét Spanyolországban töltötte. Mária de la Paz kisebb gyermekei örökölték édesanyjuk művészi és irodalmi érdeklődését: Albert herceg író és történész volt, míg Pilar hercegnő festett és könyvet is írt unokatestvére, a későbbi XIII. Alfonz uralkodásáról. Miután legidősebb fia szülőhazájában telepedett le, Mária de la Paz gyakran utazott haza, hogy fia mellett meglátogassa Spanyolországban élő rokonait is. Gyermekei:
- Ferdinánd Mária herceg (1884–1958), házassága révén megkapta a spanyol infáns titulust is, Spanyolországban telepedett le
- Albert herceg (1886–1970) történész és diplomata, feleségül vette Seefried Augusta grófnőt és két fiuk született
- Pilar hercegnő (1891–1987) festőként tevékenykedett, sosem házasodott meg és nem születtek gyermekei

## Fordítás
- Ez a szócikk részben vagy egészben  az   Infanta María de la Paz of Spain című angol Wikipédia-szócikk fordításán alapul.  Az eredeti cikk szerkesztőit annak laptörténete sorolja fel. Ez a jelzés csupán a megfogalmazás eredetét és a szerzői jogokat jelzi, nem szolgál a cikkben szereplő információk forrásmegjelöléseként.